# عمران خان (ملحن)
عمران خان (بالهولندية: Imran Khan)‏ هو كاتب أغاني ومغني وملحن هولندي، ولد في 28 مايو 1984 في لاهاي في هولندا.

## وصلات خارجية
- الموقع الرسمي
- عمران خان على موقع ميوزك برينز (الإنجليزية)
- عمران خان على موقع أول ميوزيك (الإنجليزية)